# デッド・ムーン
デッド・ムーンは、メディアミックス作品『美少女戦士セーラームーン』に登場する悪の組織。原作漫画第4部、初代テレビアニメ『SuperS』から『セーラースターズ』前期、劇場アニメ『Eternal』に登場した。

## 概要
第四期の敵組織。新月の女王ネヘレニアに支配され、月の女王クイーン・セレニティの力で新月の闇の奥深くに封印された悪夢の王国。怪物の「レムレス」を配下に持つ。アマゾンから来たサーカス団・デッドムーンサーカスを名乗り、数百年に一度の皆既日食と同時に飛行船で十番街に現れた。
原作漫画
プリンセス・セレニティ誕生の祝賀会に現れ、クイーン・セレニティの鏡の中のもう一つの世界に封印されたネヘレニアが支配する新月の闇の王国。シルバー・ミレニアムとプリンセス・セレニティを呪詛したネヘレニアは、シルバー・ミレニアムが滅ぶと長い時間をかけて地球を守護する聖地エリュシオンの力を奪い、まずは美しい夢にあふれた光の街・十番街を支配しようとサーカスで悪夢を売り歩いた。
初代テレビアニメ
元々は孤独な小惑星の王国だったが、永遠の若さへの欲望に取り憑かれたネヘレニアが国民の「夢の鏡」を吸収し、夢の鏡を奪われた国民の抜け殻である魔物レムレスを集めて生まれた組織。人間の「美しい夢」の中に隠れた祭司エリオスの魂（ペガサス）が守護する無限のエネルギーを秘めた「ゴールデン・クリスタル」を探しており、ペガサスの宿主と思しき人間の美しい夢を「夢の鏡」に結晶化させる。中盤以降は金色の夢の鏡「ゴールデン・ミラー」に目標を変更した。足の引っ張り合いが多いテレビアニメ版の悪の組織では珍しく、幹部同士の結束が強い組織でもある。
デッド・ムーンの名前の由来は不明だが、西洋占星術では新月を「ダークムーン」といい、三つのリリスの一つに目を背けている過去のトラウマの傷や猟奇的衝動を表すダークムーン・リリス（闇の月、二番目の月、ゴーストムーンとも呼ばれる）がある。
担当声優は初代テレビアニメ『SuperS』『セーラースターズ』 / 劇場アニメ『Eternal』の順番に表記。演はミュージカル版での俳優。

## 首領格
ネヘレニア
声 - 榊原良子（少女時代：山崎和佳奈） / 菜々緒
演 - 石川香、大月さゆ
「真の月の女王」を名乗る新月の女王。クイーン・セレニティの鏡の中に封印されて新月の闇の中に閉じ込められていたが、日蝕の隙をついて地球に侵入した。お団子を結ったうねる黒髪を足先まで伸ばした美女で、猫のような瞳孔と長く尖った爪を持つ。黒と白のドレスと蜘蛛の巣のようなマント、新月のようなガラスのティアラ（中心は黒い鏡）を着用。名前の由来はケルト民族の女神・ネヘレニア。
原作漫画及び『Eternal』
一人称は「私」で基本的に女性語を多用している。平和と幸せに包まれて明るく輝いていた頃の月に無断で住みつき、闇を受け入れさせようとプリンセス・セレニティ誕生の祝賀会に現れたことでクイーン・セレニティに封印され、プレゼントにとシルバー・ミレニアムとプリンセスを呪詛した。呪い通りに月が死の星となり、地球を守護するエリュシオンを守っていた月の白い輝きも消えると、長期的な呪いでエリュシオンを荒廃させて地球の護りが消える時を待っていた。
黒バラを相手の胸に植え付ける呪いを使う。太陽を暗黒に包む皆既日食を利用して地球に侵入するが、地球に転生したセーラー戦士の存在は知らなかった。十番街を熱波に包みながら暗黒と悪夢で覆い、セーラー戦士とタキシード仮面を鏡の中の世界に招き入れてセーラームーンの「幻の銀水晶」を奪い取り、月と地球ひいては宇宙の支配者になろうとする。最後はタキシード仮面のキスを受けたエターナルセーラームーンの「シルバームーン・クリスタル」とタキシード仮面の「ゴールデン・クリスタル」の光を浴び、美しい姿を崩してジルコニアと同じ顔を晒すと、地球の王子であるタキシード仮面が自らを真の月の女王にすると信じながら滅びた。残った鏡の残骸も新月の闇の中に完全に封じられる。実は第五期及び劇場版『Cosmos』での最後の敵・カオスの分身の一人。
初代テレビアニメ
一人称は「妾」で、全編を通して古風な口調で話している。「ゆめゆめ疑うことなかれ、夢見る子供の夢の夢」という言葉を口癖のように嘯く。国民に愛されて永遠の美貌と輝かしい未来を信じていた小惑星の女王だったが、愛用の鏡に映った未来の醜く年老いた自分の幻に出会って老いを恐れ始め、国民の「夢の鏡」を吸収して若さを保ちながら醜い心を持つようになる。シルバー・ミレニアムの繁栄を妬んで幻の銀水晶に等しい力を持つ「ゴールデン・クリスタル」を狙い、それを守る祭司エリオスに恋焦がれるが、彼には歪んだ心を拒まれた。地上の人々が美しい夢を持たなくなりエリュシオンの封印が弱まると、エリオスを幽閉して逃げ出したエリオスの魂（ペガサス）とゴールデン・クリスタルを求める。
冷酷非情だが、永い間孤独に生き続けてきたためか、人の温もりを極度に恐れている面が強く、クイーン・セレニティに向けられたような同情や哀れみの目を恐れている。若い頃から自らを崇める家臣はいても喜びや悲しみを分かち合う相手はおらず、鏡に映る自分の姿を友として「妾の友は妾自身、妾の愛する者は妾自身」と信じていた。新月の魔法の蜘蛛の糸で地上を闇で覆うとペガサスとゴールデン・クリスタルを奪い、ちびムーンのエナジーを奪ったが、カルテットの裏切りでゴールデン・クリスタルを奪い返される。最後はちびムーンと美しい夢を持つ人々の祈りで発動したゴールデン・クリスタルの力に敗れ、醜い真の姿を晒してムーンを殺そうとするが哀れみの目で見られた怒りからちびムーンを地上に落とし、「永遠に一人で生き続けてやる」と誓い、自ら新月の闇に帰った。
『セーラースターズ』冒頭ではセーラーギャラクシアに復讐を唆され、うさぎの愛するものを奪うために自らの夢の鏡を割って破片を世界中に撒き、衛の心を操って拉致する。セーラー戦士を鏡に閉じ込めた上ちびうさの生まれる未来を消滅させたが、それでも哀れみを失わないうさぎに打ちのめされ、呪いも愛の力に浄化されて情緒不安定に陥るものの、最後はエターナルセーラームーンの奇跡の力を受け入れて幼少期の時代に送り返された。眠りから覚めたのち、躊躇いがちに侍女に「子守唄を歌ってはくれまいか」とねだり、受け入れられると笑顔を見せた。

ジルコニア
声 - 京田尚子 / 渡辺直美
演 - 井関佳子、坂井香奈美
鏡の中から出られないネヘレニアの代わりにデッド・ムーンを束ねる醜い老魔女。使い魔のジルコンがとまった杖を持つ。着ているローブの背中に女の顔の模様があり、原作漫画では口に当たる部分から悪夢を吐き出し、テレビアニメでは動いてネヘレニアの言葉を伝える。正体はネヘレニアの分身で、ネヘレニア自身の年老いた姿がモデル。ネヘレニアが鏡の封印を破ると消滅した。名前の由来は人工ダイヤモンドのジルコニア。
原作漫画
十番街でのサーカス興行を成功させ、アマゾネス・カルテットを手駒に街にあふれる美しい夢を食い潰して暗黒の夢で埋め尽くそうとした。地球に転生した白い月の王国の者を悪夢の餌食にしようとしたが、ペガサスの存在には気づかなかった。ネヘレニアに失言することがある。ジルコンを使役してうさぎと衛の呪いを進行させ、寝返りかけたアマゾネス・カルテットやちびムーン、サターンをアマゾンストーンやガラスの破片に閉じ込めた。悪夢から人々を守ろうとしたエリオスが力尽きると巨大化して悪夢を振りまくが、セーラー戦士の合体技で元の大きさに戻されてネヘレニアの鏡の中に逃げ込む。
初代テレビアニメ
アマゾン・トリオやアマゾネスカルテットに指示を出してペガサスの宿主を探させた。ゲートボールの要領でジルコンを解放し、「夢の鏡」を持つ人間の写真を隠し撮りさせる。アマゾントリオには厳しいが、アマゾネス・カルテットにはやや甘い。デッド・ムーンのNo.2ではあるが、アマゾン・トリオには「自分たちの苦労も知らないくせに偉そうに」と陰口を叩かれ、アマゾネスカルテットには真っ向から「ジルコニアのオババ」などと呼ばれて馬鹿にされている。ネヘレニアを復活させると粛清されてしまった。過去にはネヘレニアの鏡の中にもう一人のネヘレニアとして現れ、永遠の美しさを信じていた彼女を悪夢に引き込んでいた。

## アマゾネス・カルテット
4部における反セーラーチーム。デッドムーンサーカスの団員として働く、魔法の玉を操る玉使いの少女四人組。ガラスのティアラ、ビキニ風のサーカス衣装、サンダルが特徴（テレビアニメではタイツを着用）。原作漫画とテレビアニメで設定が大幅に異なる。「アマゾネス」（及びアマゾントリオの「アマゾン」）はアマゾナイト（天河石）に由来。セーラーカルテットの項目も参照。
術は主にパラパラが使用し、その名前は「玉の冠（時空の門を封印）」、「逆玉（うさぎとちびうさの身長を入れ替える）」、「玉の輿（動物を人間にする）」、「玉響（ミラーハウス内で幻覚を見せる）」、「玉結び（セーラー戦士を閉じ込める）」、「玉かずら（木の蔓で敵を絡め取る）」、「玉封じ（敵の技を吸収）」、「玉のぞき（天体観測ができる）」、「玉すかし（千里眼となる）」、「玉つぶて（岩石を落とす）」、「玉あられ・玉納豆・玉ぐすり（それぞれ攻撃）」など、ほとんどが「玉」の言葉にまつわるものである。
原作漫画及び『Eternal』
勇猛果敢な女戦士アマゾネスの血を引く四姉妹であり、アマゾネスに代々伝わる「アマゾン・ストーン」を持つ。暗黒のテントから外に出ることを夢見続け、美しい夢を憎んでサーカスの客とセーラー戦士を悪夢の餌食にしようとした。正体はネヘレニアに眠れる星の輝きを発見され、悪夢の中で踊らされていたセーラー戦士。正体に気づいたセーラーサターンの手を取ろうとするが、ジルコニアにアマゾンストーンの中へと封じられてしまう。ネオ・クイーン・セレニティの銀水晶の光を浴びて小惑星を守護に持つちびムーンの守護戦士・セーラーカルテットの姿を取り戻し、ちびムーンの成長を待って再びアマゾンの奥深くで眠りについた。
初代テレビアニメ
アマゾントリオに続く第2陣として登場。ビリヤードの要領で魔法の玉を飛ばしてターゲットの胸から「夢の鏡」を抜き出し、ペガサスが隠れた金色に光る「ゴールデン・ミラー」を探した。正体は夢の世界の森で遊んでいた時にネヘレニアの鏡を見つけてしまった、自由な子供のままでいたいと願う4人の少女たち。大人になれば夢を見られなくなると思い、ネヘレニアに授けられた夢の結晶の力で成長を封じている。
ボランティアで成人式準備を手伝ううさぎたちに付き合うが、大人になりたがるうさぎたちを理解できずにセーラー戦士と知って敵対した。ネヘレニアに捕らえられたペガサスを馬鞍に繋ごうとするが、暴走して炎に包まれたペガサスを身を挺してなだめたちびムーンに感化される。セーラー戦士との戦いではジルコニアに夢の結晶を通してエナジーを吸収され、セーラームーンの「本当に美しい夢は大人になっても壊れない」という言葉を受け入れて夢の結晶を砕き、セーラー戦士のためにネヘレニアからゴールデン・クリスタルを取り返した。その後はちびうさとエリオスの別れを見守り、残った魔力でエリオスを回復させたことを仄めかした。

## アマゾントリオ
魔術によって人間に変身したサーカスの動物たち。オネエ言葉で喋る3人の青年で、年齢的には高校3年生程度。サーカス衣装にガラスのティアラとフェイスペイントが特徴。
原作漫画
サーカスで飼われているペットで、パラパラの『玉の輿』の術で人間に変身した。動物と人間の姿を行き来することができ、アマゾネス・カルテットの命令でセーラー戦士を洗脳して仲間にしようとした。
初代テレビアニメ
反セーラーチームの第1陣として登場。全員がオネエ言葉だが一人称は「僕」。ジルコニアに人間の姿を与えられたが、動物だった頃の記憶がなく自分たちを人間と思っていた。それぞれが快楽に忠実で、専用のバーで駄弁りながら「美しい夢」を持つ人間の写真の中から好みのターゲットを選んだ後、美男美女に変装してハニートラップを仕掛けた。ナンパ師のプライドは高く、ターゲットに断られたり無視されると怒って正体を表し、「ワン・ツー・スリー！」の掛け声と同時にターゲットの腕に魔法の手枷をはめ、ターゲットの胸から抜き出した夢の鏡に顔を突っ込んでペガサスがいるか確認した。ペガサスがいないと分かるとターゲットを始末しようとしたが、いずれもセーラー戦士に邪魔されて未遂に終わった。
ジルコニアに「次の新月で魔法が切れる」と告げられた上で自分たちの正体を知らされ、ペガサスの力を注げば永遠に人間でいられるという魔法の玉を渡される。しかし、地場衛への恋に敗れたフィッシュ・アイは美しい夢が欲しいと願うようになり、三人はジルコニアに用済みとみなされて刺客のミスターマジックピエロを放たれ、ホークス・アイを殺されてうさぎの夢の鏡も壊される。フィッシュ・アイとタイガーズ・アイは魔法の玉にうさぎの夢の鏡の修復を願い、魔法が解けて三人とも動物の姿に戻るが、ペガサスに夢の鏡を与えられて人間の姿になり、三人の魂はエリュシオンの夢の森に運ばれた。
ミュージカル
バンダイ版・ネルケ版いずれもテレビアニメと似た設定で登場。
『夢戦士・愛・永遠に』では、デッドムーン・サーカス団のスターとして登場し、実際にサーカスを行う。新人団員オーディションの名目でペガサスの宿主を探しながら亜美達の夢の鏡を覗き込み、セーラー戦士に変身した彼女達を洗脳した。しかし、フィッシュ・アイが衛に恋して自分達に夢がないことを不審がったために正体を知らされ、「全ての命を守ることが私達の夢」と答えるセーラームーンに味方してジルコニアに粛清されてしまい、復活したセーラーサターンの力で昇天した。
『新・伝説降臨』ではセーラースターライツの役割を兼ね、夢と涙を持つ人間にしてもらうためにギャラクシアの配下に下ったという設定で、セーラームーンに命を助けられてからは改心して彼女と行動を共にした。
『Amore Eternal』では『夢戦士・愛・永遠に』に近い流れでサーカス団のスターとして登場し、実際にサーカスを行う。新人団員オーディションと偽って美奈子達の夢の鏡を覗き込んだが、セーラー戦士を洗脳はしない。第二幕前の前座では客席に降りてコントを披露する演出がある。
タイガーズ・アイ
声 - 置鮎龍太郎 / 日野聡
演 - 笠原竜司、三松明人、安藤千尋
虎の化身。名前の由来は角閃石の一種、虎目石（タイガーズアイ）。アマゾントリオのリーダー格。ヘアバンドをつけた長い金髪の筋肉質な青年。白いリボンブラウスと虎柄のタイツに黒いブーメランパンツ、ロングブーツを着用する。イヤリングは剃刀型。性格はキザなナルシスト。
原作漫画
サーカスのペットの「トラの目ちゃん」から変身、デッドムーンサーカスの猛獣使いを担当。夢は世界的に有名なロックアーティストになること。パラパラの術を受けたミラーハウスの鏡の中で火野レイを誘惑するが、退散札を貼られて虎に戻ってしまう。幻惑を続けてパラパラの命令でレイを喰らおうとするが、フォボスとディモスにマーズ・クリスタルを授かったセーラーマーズに倒された。一人称は出てこない。
初代テレビアニメ
鞭を用いた攻撃を得意とし、タキシード仮面とはライバル関係にある。配下のレムレスを「ちゃん」付けし、セーラー戦士をかぼちゃどもと呼ぶ。楽天的で比較的人がよく、他の二人には「悪趣味虎パンツ」「筋肉ばっかりで頭空っぽ」などといじられている。美しい夢を持つ人間の多くが若い女性で、他の二人は守備範囲外を相手にしたがらないので出動回数は3人中最多。それゆえジルコニアに叱られる回数も一番多い。「女の子は若ければ若いほどいい」がポリシーで、大学生や聖職者からロリコンすれすれの幼女までを守備範囲に含む。女の子は守ってあげるものと考えており、ヒモ願望を持つホークス・アイと意見が合わず、少年や男が好きなフィッシュ・アイには引いているが、フィッシュ・アイに魅力も感じている。
「夢なんてない方が楽に生きられる」と考えており、美しい夢がないことで自分達が何者か疑い始めたフィッシュ・アイに戸惑うものの、自分達の正体を知って人間になるために行動する。フィッシュ・アイにペガサスの宿主＝ちびうさを捕まえたことを聞かされるが、魔法が解けてもホークス・アイの敵討ちをセーラームーンに託そうとする彼の意思に従い、破壊されたうさぎの夢の鏡の修復を魔法の玉に願って力尽きる。
『Eternal』
原作とほぼ同じだが、元の姿には戻らない。デッドムーンサーカスのミラーハウスに誘い込んだレイを幻影の術で分身して惑わすが、海王みちるの言葉を思い出したセーラーマーズに本体を見抜かれて倒された。
ホークス・アイ
声 - 古川登志夫 / 豊永利行
演 - 田村月子、小野妃香里、立道梨緒奈
鷹の化身。名前の由来は角閃石の一種、鷹目石（青虎目石 / ホークスアイ）。ピンクの髪を逆立てた筋肉質な青年。紫のさらしとスカート状の腰布を巻き、同色のタイツ、茶色い羽根付き手袋とハイヒールを着用する。数個の安全ピンをピアスにしている。原作者の設定によると、ゾイサイトが独り立ちして10年経験を積んだイメージ。
原作漫画
サーカスのペットの「タカの目ちゃん」から変身し、デッドムーンサーカスで火吹き男を担当。一人称は「アタシ」。夢はラスベガスか銀座でクラブのママになること。夢を叶えたばかりという設定のハーブの店の女店主に変装し、市場調査を偽って木野まこととちびうさに接触した。来店した二人にお客様第一号記念品のアマゾンストーンの指輪をプレゼントし、指輪をつけて将来の夢の相談に来たまことを洗脳しようとするが、ジュピター・クリスタルを授かったセーラージュピターに指輪を砕かれて倒された。
初代テレビアニメ
「マダムキラー」を自称する年増好きで、敬語口調を使う。レムレスを「さん」付けし、セーラー戦士を年下娘どもと呼ぶ。鷹の化身ゆえか鳥目なので、映画館など薄暗い場所に入るとほとんど何も見えなくなる。母性と財産を蓄えた年上の女性に甘えたいと願い、熟女や寡婦を特に好む。特に熟女については年輪や干し椎茸に喩えて熱弁を振るった。若い女の子を好むタイガーズ・アイとは意見が合わず、フィッシュ・アイの趣味に引いているが、フィッシュ・アイに魅力も感じている。攻撃方法は松明を使って火の渦を吹き、その威力はセーラーマーキュリーのシャイン・アクア・イリュージョンを相殺するほど。セーラームーンのムーン・スパイラル・ハート・アタックを手で防ぎ、3人の中では戦闘能力が高いことをうかがわせる。ジルコニアに美奈子を狙うように命じられ、タイガーズ・アイとどちらが早く美奈子の夢の鏡を覗けるか争ったこともあった。
自分たちの正体とフィッシュ・アイの悩みを知り、捨て駒にされる前にみんなで人間になろうとジルコニアの命令通りにペガサスの宿主と思われたセーラームーン＝うさぎを襲い、「全然趣味じゃない」と口説きもせずに正体を現して夢の鏡を抜き出した。しかし、フィッシュ・アイを庇ってミスターマジックピエロの攻撃で胸を貫かれ、魔法の玉を仲間の二人に託して息絶えてしまった。
『Eternal』
原作と設定や行動はほぼ同様だが、元の姿には戻らない。まこととの出会い方が異なり、最期にまことにホークス・アイの姿のままで「少しだけど自分の店をもてて嬉しかった、貴方も絶対夢を叶えなさいよ」と言い残し、消滅した。
フィッシュ・アイ
声 - 石田彰 / 蒼井翔太
演 - 木村多江、Midori、Yumi
青い体色のバラハタに似た魚の化身。名前の由来は魚眼石（アポフィライト）。水色の髪をゆるいポニーテールにした少女のような青年（男の娘）。魚の骨の模様が付いたダウンジャケット風の水色のつなぎを着用し、紫の鋭い爪と水かきが付いた半魚人の手を持つ。ピアスは風鈴のような形。ミメットのようなわがままなぶりっこタイプ。
原作及び『Eternal』
サーカスのペットの「ウオの目ちゃん」から変身した。設定上ではデッドムーンサーカスで（上手でない）玉乗りを担当し、世界一の玉乗り少女（?）になるのが夢。遠くのものを映す魚の手鏡を持つ。パラパラの熱帯魚店「ディスタンスファーム」で水野亜美に買われ、パラパラの術で部屋の鏡の中に人間体の幻を映しながら亜美を幻覚で誘惑した。最後はマーキュリー・クリスタルを授かったセーラーマーキュリーに鏡を壊され、本体もセーラームーンとちびムーンに倒された。洗脳の手段として亜美にキスしようとする場面がある。
初代テレビアニメ
直属のレムレスは全て男性で、彼らを「くん」付けで呼ぶ。魚の化身ゆえに猫が大の苦手。武器は投げナイフだが狙いは正確ではなく、戦闘能力は3人の中でやや劣る。「女なんかに興味ないもん！」の言葉の通り男性しか狙わないゲイで、守備範囲もしなやかな少年から柔和な青年までと広い。美少女に女装してターゲットを誘惑する作戦を得意とするが、「綺麗な男」をコンセプトにファッションデザイナーの碓氷芳樹に迫ってもいる。
ターゲットに選んだ地場衛に本気の恋をするが、衛が「美しい夢をいっぱい持っている」といううさぎを愛していると知り、うさぎに嫉妬すると同時に自分たちに美しい夢がないことや魔法の力そのものを疑い始める。自分たちの正体を知ると美しい夢がないのは人間ではないからだと思い、「絶対に助けるから新月までそばにいてほしい」と衛に頼んだが、「何かのお礼に恋人ごっこするのは寂しい」「そういうのって夢がない」と断られてしまう。雨に降られてうさぎに連れ出され、そこでセーラームーンの正体とペガサスの宿主を知り、ジルコニアに「魔法が解けなくても結局自分たちは人の形をしているだけの獣ではないか？」と訴えるが、ミスターマジックピエロによってホークス・アイの命とうさぎの夢の鏡が失われてしまう。こっそりちびうさを捕らえていたので望めば人間になれたが、セーラームーンならミスターマジックピエロを倒せると信じ、うさぎの夢の鏡を修復して力尽きた。

## ゼノタイムとゼオライト
アマゾネス・カルテット配下の双子の兄弟で、ナイフ投げの名手。ゼノタイムはグレー、ゼオライトは黒の市松模様の全身タイツを着ている。アマゾントリオ同様、オネエ口調。原作と劇場版『Eternal』に登場し、初代テレビアニメには未登場。
マーキュリー、マーズ、ジュピターに出遅れて一人だけ変身できない愛野美奈子を洗脳しようと、アイドルオーディションを開催した。レムレスを子供たちに変化させて美奈子を油断させ、セーラー戦士を襲ったが、人間態に変身したアルテミスにヴィーナス・クリスタルを授かったセーラーヴィーナスに倒された。
ゼノタイム
声 - 阿座上洋平（Eternal）
命名の由来は鉱物のゼノタイム。美奈子をアイドルのオーディションにスカウトしに来た。ゴール付近でベスベスと共に美奈子を攻撃する。
ゼオライト
声 - 新井良平（Eternal）
命名の由来は鉱物のゼオライト。オーディションの参加者でない、美奈子以外のセーラー戦士を攻撃する。

## レムレス
デッド・ムーンのザコ敵の総称。名前の由来はローマ神話に登場する死霊「レムレース」から。
原作漫画ではネヘレニアに使役される小さな黒い魔物。悪夢を振り撒いて街を荒廃させ、人々を攻撃的にする。
初代テレビアニメでは、ネヘレニアを慕う小惑星の国民がネヘレニアに夢の鏡を奪われて怪物になってしまった姿であり、そのため他のシリーズの雑魚敵に比べて男性が多い。シュールギャグ的な表現が多く、パントマイムを意識してか奇怪なポーズを取る。セーラームーンの「ムーン・ゴージャス・メディテーション」で浄化されると、万華鏡のイメージに閉じ込められて「ステージ・アウトー！」と断末魔をあげながら消滅する。なお、消滅の演出はアマゾントリオ配下の場合は「封印」に近いが、アマゾネス・カルテット配下の場合は鏡に変わって砕け散る描写が入る。

### 初代テレビアニメ版（前期）
アマゾントリオ直属のレムレスはサーカスで行う曲芸がモチーフ。
カラクリ子
声 - 金丸日向子
タイガーズ・アイの配下。モチーフはからくり人形だが、どちらかというとマネキンのような姿をしたレムレス。自分の体を分割でき、上半身はムーンを持ち上げて串刺し、下半身はちびムーンを押さえつけてとどめをさそうとしたが、突如ペガサスが出現して劣勢になる。体を組み合わせて異形の姿となり突進したが、セーラームーンの必殺技で消滅した。
曲馬団子
声 - 中山真奈美
タイガーズ・アイの配下。鞭を操る、曲馬がモチーフのレムレス。「芸を見せろ」と鞭を叩きつけてセーラー戦士を走らせたが、セーラーちびムーンの叫びでペガサスが登場したことで形勢が逆転し、消滅した。
ド・カン子
声 - 平松晶子
ホークス・アイの配下。人間大砲がモチーフのレムレス。大砲から自らを撃ち出す攻撃は強烈だが、大砲に入り点火する作業まで一人で行うため、一発の攻撃に時間がかかり、かつ大味である。その為、セーラー戦士たちからは悉く避けられてしまい、その事に対して怒りを露にするも、セーラーマーズからは「そりゃ避けるわよ…」と呆れられ、最後は点火が遅れてしまい、消滅した。
お手玉子
声 - まるたまり
タイガーズ・アイの配下。ジャグリングがモチーフのレムレス。爆弾や松明などをお手玉にして攻撃する。
プー子
声 - 天野由梨
タイガーズ・アイの配下。風船がモチーフのレムレス。風船のような丸い体を膨張させ、噴射の勢いで相手に自分の体を押し付けて窒息させる。感受性が強いのか、ターゲットをコロコロと変える癖がある。タイガーズ・アイのナイフで地面に縫いとめられ拘束されていた衛を押し潰そうとしたが、衛をかばったセーラームーンを押し潰し、直後拘束から逃れた衛にナイフで体を刺される。その後、人型に変形して再度攻撃をかけようとしたが、セーラームーンの必殺技を受けて倒された。
着ぐるみ子
声 - 渡辺久美子
タイガーズ・アイの配下。着ぐるみを着て戦うレムレス。カンガルーの着ぐるみを着用しているが、「何かが足りない」という理由でアルテミスを自分のポケットに入れて融合させた。また、着ぐるみ子と融合した者は一心同体となり、着ぐるみ子に攻撃すれば融合した者にもダメージが入ってしまう。最後は着ぐるみに入れられたアルテミスに逆襲されたことが切っ掛けで倒された。
テンコ
声 - 萩森侚子
タイガーズ・アイの配下。脱出マジシャンのように相手に脱出芸を強要するレムレス。セーラームーン、ちびムーン、ジュピターを鎖で縛り付けて時限爆弾をしかけるが、タキシード仮面のバラで鎖を解かれ失敗。更にジュピターに時限爆弾を投げ付けられ、爆発の衝撃で地面に叩き落された。
ヘビハナビ子
声 - 原えりこ
タイガーズ・アイの配下。下半身が蛇のような姿のレムレス。他人の夢に入り込むことができる。ちびムーンの夢に入り込んでペガサスを渡すように唆すが、彼女の拒絶により夢から追い出されムーンの必殺技により撃破される。
ミズゲイ子
声 - 片石千春
タイガーズ・アイの配下。芸者のような姿のレムレス。水芸のように液体（ちびムーン曰く厳密な意味での水ではないらしい）を噴射して相手に付着させる。
綱わたろう
声 - 檜山修之
フィッシュ・アイの配下。綱渡りをモチーフにしたレムレス。相手にバランス棒を投げつけ、受け取った相手の真下からロープを張り、自分と一緒に綱渡りを強要させる。
ブラん子
声 - 西川宏美
ホークス・アイの配下。空中ブランコをモチーフにしたレムレス。どこからかは不明だが、上空から吊り下げられた空中ブランコにぶら下がっている。バーを投げつけ、それを受け取ると空中ブランコに変わり、相手を一瞬にしてはるか上空に吊り上げ、更に巨大ハサミを召喚してロープを切り落下させようとする。しかし、空中ブランコの届く範囲には限度があるため、その弱点をつかれて倒された。
あやとり子
声 - 中山真奈美
タイガーズ・アイの配下。クモのような姿のレムレス。あやとりの糸を使った攻撃をする。五段はしごまでははできても六段はしごは出来ないようで、それをマーズに指摘されたことで落ち込む。ただし戦闘力は高くマーズやジュピターの技を巧みに無効化し逆にあやとりで拘束してしまう。
ゴムマリオ
声 - 岩永哲哉
フィッシュ・アイの配下。ゴム毬がモチーフのレムレス。プー子の親戚。狭い部屋を利用し、反射しながら相手に体当たりすることを得意とする。プー子の仇を取ろうとするが返り討ちにあう。
ぎったんこ、ばったんこ
声 - 西川宏美、豊嶋真千子
2人組のレムレス。それぞれホークス・アイの配下とタイガーズ・アイの配下。相手に巨大なシーソーを投げつけ、それを利用し相手を上空に打ち上げ、更に自分たちも飛び上がり無防備な相手を攻撃する。
その間にターゲットになっていた美奈子は純情を弄んだ事に怒り狂い自力で拘束を解いて、そのままセーラーヴィーナスに変身してしまい、彼女の報復に巻き込まれた隙にセーラームーンに倒された。
オートバイ子
声 - 中山真奈美
ホークス・アイの配下。ヘルメットとライダースーツを着用した姿のレムレス。ターゲットの家の中でセーラームーン、ちびムーンを追いかけ回したが、タキシード仮面の攻撃で横転。もう一度襲い掛かろうとしたところで倒された。
まわし太郎
声 - 池水通洋
フィッシュ・アイの配下。ペガサスの着ぐるみ（回転木馬）をモチーフとした筋肉質な体格のレムレス。セーラー戦士をおびき出すため、夜な夜な街に出現し事件を起こしていた。回転しながら相手の攻撃を防御する。
ポン子
声 - 松井摩味
タイガーズ・アイの配下。人間ポンプがモチーフのレムレス。色の違う爆弾を飲み込み相手に色を聞く。不正解や無回答なら爆弾を口から取り出し、相手に投げつけて攻撃する。最後はタキシード仮面のシルクハットで口をふさがれて撃破される。
レムレスは大抵常人では不可能な能力を持つが、このレムレスには"危険なので絶対に真似しないでね"という旨のテロップが入った。
クルミワリオ
声 - 千葉繁
フィッシュ・アイの配下。くるみ割り人形がモチーフのレムレス。チュチュを投げつけ、巻きついた相手を強制的にスピンさせるなど、バレエに拘りを持った技を持つ。頭部から胡桃を猛スピードで発射でき、ムーンとちびムーンを威嚇して踊らせた。最後は駆け付けたタキシード仮面に足止めされるが、倒される直前に彼を「タクシーが花瓶」と言い間違えていた（その際タキシード仮面は嫌な顔をしていた）。
エレファン子
声 - 中山真奈美
ホークス・アイの配下。象の曲芸がモチーフだが、本体はその象が乗る巨大な球体。ゴム・マリオと同じくプー子の親戚。転がって攻撃していると、偶然にもスーパーセーラームーンたちが上に乗って玉乗り状態となり、そのままターゲットを潰そうとしたが、タキシード仮面のステッキでビリヤードのように突付かれて失敗した。
シャッフル・フルオ
声 - 麻生智久
フィッシュ・アイの配下。トランプがモチーフのレムレス。強烈な切れ味を持つトランプ手裏剣を使う。
とびはねる
声優 - 石井康嗣
フィッシュ・アイの配下。地面からトランポリンを出現させ、相手の動きを封じる。
ミスター・マジック・ピエロ
声 - 龍田直樹
ピエロがモチーフのレムレス。ジルコニアが失敗続きのアマゾン・トリオを始末するために放ったレムレスで、うさぎの夢の鏡を奪おうとしたアマゾントリオを襲撃しホークス・アイに致命傷を負わせ、うさぎの夢の鏡を破壊した。その後、フィッシュ・アイが魔法の玉の力を使ってうさぎの夢の鏡を直してうさぎを助けたことにより形勢が逆転、最後はセーラームーンに倒された。

### 初代テレビアニメ版（後期）
アマゾネス・カルテット直属のレムレスは、基本的に名前の上部に「夢食い」と付き、対象者の夢の鏡を飲み込んでセーラー戦士たちに襲い掛かってくる。倒されると、飲み込んだ夢の鏡は排出され対象者の元に戻される。
ガラガラ娘
声 - 中山真奈美
ベスベスの配下のレムレス。ガラガラヘビがモチーフ。青白い肌と赤い蛇のような下半身を持つ。服に描かれている蛇の顔を実体化させる能力を持ち、それを使って相手を飲み込む技が得意だが、火が弱点でマーズのファイヤー・ソウルを食らい、最後はセーラームーンに倒される。
絵本版では尻尾のガラガラを鳴らしてその音で相手を怯ませる技を使用している。
ケロケロ娘
声 - 松井摩味
ベスベスの配下のレムレス。カエルをモチーフとしており、最初はオタマジャクシの姿で出現した。
マネマネ娘
声 - 永島由子
ベスベスの配下のレムレス。サルをモチーフとしており、いわゆる「猿真似」によりセーラー戦士の攻撃を真似して返すことで、戦士たちを苦戦させた。ターゲットの夢の鏡を食べた時はその人物の本音を吐き出していた。
ガリガリ
声 - 金丸日向子
パラパラの配下のレムレス。歯磨き粉をモチーフとする。テレビアニメ第一期以来、セーラームーンの「泣き声」に怯んだ敵でセーラームーン、ちびムーンを壁に固定してドリルで襲ったところを二人とも泣き出してしまったことで建物が崩壊し倒された。
ジャラジャラ嬢
声 - まるたまり
セレセレの配下のレムレス。チューリップがモチーフだが、パチンコとパチスロを組み合わせたような姿をしている。身体からパチンコ玉をばら撒いて攻撃する。
とびきり野郎
声 - 石川英郎
ジュンジュンの配下のレムレス。ムササビがモチーフ。素早く飛び回り、セーラー戦士たちに技を繰り出す暇を与えずに苦戦させたが、一か八かのちびムーンの機転で転倒した隙に倒された。関西弁をしゃべり、ステージアウト時は「さいなら」と言い残した。
トゲトゲ嬢
声 - 住友七絵
セレセレの配下のレムレス。バラがモチーフ。ターゲットの夢の鏡を「汚くて不味そう、食べたくない」と嫌がり、セレセレと揉めている間に攻撃されて「何もしてないのに」と叫びながら倒された。
パオパオ娘
声 - 原えりこ
ベスベスの配下のレムレス。マンモスがモチーフ。マンモスの耳の形の翼で空を飛び、その飛行だけで地面を抉るほどのパワーを持つ。ターゲットの夢の鏡を食べようとしたところをタキシード仮面に邪魔をされたため（パラパラのレムレスを除けば）唯一夢の鏡を食べていない。
ペロペロ
声 - 中友子
パラパラの配下のレムレス。飴がモチーフ。包み紙に入った飴玉の姿をしており、無数の飴玉をばら撒いて攻撃し、ジュピター、ヴィーナス、マーズの技で増えてしまったり、溶け出しても襲ってくるが、マーキュリーの技で固められた。その後、人型に変身したが、その直後にタキシード仮面の攻撃で地面に張り付いてしまい、身動きが取れないまま倒される。倒される間際に「私が間違ってました」と本作の悪役では珍しく反省の言葉を洩らした。
パクパク野郎
声 - 増谷康紀
ジュンジュンの配下のレムレス。鯉がモチーフ。セーラームーン達を襲い、ちびムーンを食べようとしたところをタキシード仮面のバラで口を塞がれ、倒された。
ビリビリ野郎
声 - 風間信彦
ジュンジュンの配下のレムレス。デンキウナギがモチーフ。成人式に訪れた人々の鏡を大量に食べた事が仇となり、セーラームーン達に攻撃を仕掛けたところでショートしてしまう。その後は復活するも、セーラームーンに倒されてしまった。

## その他
ミラーパレドリイ
初代テレビアニメ第5作『セーラースターズ』前半に登場する、ネヘレニアの心の鏡の破片から生まれた鏡の妖魔。ネヘレニアを裸にしたような姿を持つ。元が鏡の破片のためセーラー戦士の一撃で粉砕されるが、増殖して襲い掛かってくる。

## 関連用語
悪夢王国 / 新月の闇の王国
デッド・ムーンのこと。ネヘレニアが統べる太陽の光の当たらない月の裏側にある王国。
夢の鏡
初代テレビアニメ版のみ登場。美しい夢を持つ人間の胸の中に秘められた、その人の夢を映す鏡。普通はピンク色だが、デッド・ムーンが探すペガサスの宿主の夢の鏡「黄金の鏡（ゴールデン・ミラー）」は金色である。第1陣のアマゾン・トリオは「ワン・ツー・スリー!」の掛け声とともに毎回首を突っ込んでペガサスを探すが、夢を見られた被害者は痛みと同時に恥ずかしさを感じる。
夢の呪文
初代テレビアニメ版でデッド・ムーンが繰り返し唱える「ゆめゆめ疑うことなかれ　夢見る子供の夢の夢」という言葉。英語訳では"Dream, dream, don't doubt it. A dream of dreams that dreaming childen have."となっているが、冒頭の「ゆめゆめ（努々）」は「決して」の意が正しいため、「Never」を使用するのが適当である。
ネヘレニアの呪い
原作では、月と地球を征服するためにかけている呪い。レントゲンの写真には影として写り、具現化すると胸に黒いバラが咲く。初めは胸をトゲが刺すような痛み程度だが、次第に体を蝕まれると咳と共に黒い血を吐く。当初は影響を受けなかったうさぎも、次第に衛と同じ症状を見せた。呪いの第2段階では、エリオスはペガサスの姿に変えられ、うさぎと衛は体が幼児化して免疫力を奪われた。
また、アマゾネス・カルテットは、覚醒前の守護戦士であることを気づかれ、悪夢という呪いで強引に覚醒させられ、手駒にされていた。
シルバー・ミレニアムに対してはプリンセス誕生の祝宴に招かれざる客であったネヘレニアが、クイーン・セレニティに封印される寸前に吐いた「王国は滅び、プリンセスは王国を継ぐことなく死ぬ」というもの。その言葉通りシルバー・ミレニアムは滅んだが、サターンは「呪いではなく不幸な偶然が重なった結果」と言った。
ゴールデン・キングダムには地球を征服するため、かつてシルバー・ミレニアムとともに滅んだ時から長い期間かけ続けてきた。エリュシオンとエリオス、衛、地球はつながっているため、それぞれに影響が出る。
初代テレビアニメ版では永遠に眠る呪いをちびうさにかけるが、エリオスのキスによって解かれる。第5期『スターズ』のネヘレニア復活編では、鏡に囚われて悪夢を見続ける呪いを衛やセーラー戦士にかけた。